# Charaxes midas
Charaxes midas är en fjärilsart som beskrevs av Otto Staudinger 1891. Charaxes midas ingår i släktet Charaxes och familjen praktfjärilar. Inga underarter finns listade i Catalogue of Life.